# District historique d'Hermitage Plantation
Le district historique d'Hermitage Plantation – ou Hermitage Plantation Historic District en anglais – est un district historique sur l'île de Saint John, dans les îles Vierges des États-Unis. Protégée au sein du parc national des îles Vierges, cette ancienne plantation de coton est inscrite au Registre national des lieux historiques depuis le 23 juillet 1981.